# Tyler Greene
James Tyler Greene (* 17. August 1983 in Raleigh, North Carolina) ist seit dem 30. April 2009 ein professioneller US-amerikanischer Baseballspieler in der Major League Baseball. Greene ist auf den Positionen des Second Basemans, Shortstops und des Third Basemans einsetzbar. Er spielt momentan in der San-Diego-Padres-Organisation.

## Vereine
Greene spielte seit 2009 in folgenden Baseball-Clubs (Saisons):
- von 2009 bis 2012 bei den St. Louis Cardinals (Trikot-Nummer 27)
- 2012 bei den Houston Astros (Nummer 23)
- 2013 bei den Chicago White Sox (Nummer 1)

## Gehalt
Greens Gehalt seit 2009 beläuft sich bisher auf 1.298.500 USD.